# Polyrhachis latreillei
Polyrhachis latreillei är en myrart som först beskrevs av Guérin-Méneville 1838.  Polyrhachis latreillei ingår i släktet Polyrhachis och familjen myror. Inga underarter finns listade i Catalogue of Life.